# Gerstaeckerus gratus
Gerstaeckerus gratus es una especie de coleóptero de la familia Endomychidae.

## Distribución geográfica
Habita en Laos, Tonkin, Birmania  y Tailandia.